# Sueño Americano (cómic)
Sueño Americano (Shannon Carter) es un personaje ficticio que aparece en la serie de Marvel Comics de MC2 A-Next.  Su traje es muy similar al del Capitán América y como él tiene un escudo de metal indestructible.  Ella apareció como un civil en A-Next #1, y fue nombrada como "Shannon" en A-Next #3; no fue hasta A-Next #4 que apareció con vestuario, como miembro de equipo prospectivo. 
Sueño Americano desde entonces ha aparecido en dos miniseries, ella sola en mayo de 2008 y una segunda en junio en 2011, Captain America Corps.

## Biografía del personaje ficticio
Shannon Carter es la sobrina de la agente de S.H.I.E.L.D. Sharon Carter. Shannon creció idolatrando al Capitán América. Fue contratada por Edwin Jarvis como guía para el Cuartel de los Vengadores, que en ese momento sólo funcionaba como museo. Cuando se formó el nuevo equipo de Vengadores , ella había decidido unirse. Ella lleva un traje basado en el del Capitán América y lleva en sus brazos armas de disco que se asemejan a versiones en miniatura de su escudo. Su fuerza y agilidad son perfeccionadas con entrenamiento físico intensivo. Después de unirse al equipo como el Sueño Americano, Shannon pronto se demostró ser una Vengadora efectiva, y cuando el equipo salvó a los Vengadores originales de un mundo paralelo oscuro, el Capitán América mismo la juzgó como digna de llevar el escudo del Capitán alternativo. También ha demostrado ser un personaje importante en la derrota de Galactus en la serie limitada El último planeta en pie. Ella, junto con Aguijón y Spider-Girl acabaron con Galactus desde el interior. Ellas sobrevivieron a la explosión inminente al reducirse a tamaño microscópico.
Carter es la líder del "Dream Team" compuesto por ella misma, Bluestreak, Maldición Carmesí y Filibustero. Todos los miembros del Dream Team se convirtieron en miembros del nuevo equipo de Vengadores A-Next #4. Sueño Americano también es una aliada de Spider-Girl, Vigía Terrestre, Luz Negra, Tigre de Carbón, Argo y el Capitán América.
Sueño Americano ha luchado contra los Hijos de la Serpiente, Seth, los Revengadores, Fuerza Fatal y Loki. Cuando Superia lanzó un ataque temporal para eliminar la carrera de posguerra de Steve Rogers como Capitán América y ocupar su lugar ella misma, Sueño Americano fue uno de los cinco herederos del legado de Rogers que fueron reunidos por el Contemplador para frustrar sus planes. Los otros fueron Rogers al principio de su carrera, John Walker poco después de su tiempo como Cap, Bucky durante su tiempo como Capitán América y el Comandante A del siglo veinticinco. Ella recibe una invitación para unirse al recién creado escuadrón de los Vengadores. Diseñó un traje, fabricó armas de disco que parecían copias en miniatura del Escudo del Capitán América y realizó un extenso entrenamiento físico para convertirse en la persona más fuerte y ágil del planeta.

## Poderes y habilidades
Aunque es un ser humano sin poderes, Sueño Americano está en el estado físico culminante y es una artista marcial hábil. Tiene armas de disco similares a las de Ricochet y tiene un propósito extraordinario. Ahora ella también tiene una versión del escudo del Capitán América, que  utiliza tanto defensivamente y ofensivamente con gran efecto. Sus habilidades de combate se corresponden con su capacidad de liderazgo.

## En otros medios
Sueño Americano es un personaje jugable en Marvel Super Hero Squad Online, con la voz de Tara Strong.

## Recepción
El primer número de la miniserie fue agotado.

### Libros de bolsillo de comercio
- Sueño Americano: Más allá del valor. Marvel. 15 de octubre de 2008. ISBN 978-0-7851-3184-7.

### Críticas
- Opinión Sueño Americano #2 en Major Spoilers
- Opinión Sueño Americano #1 en Major Spoilers
- Opinión de Sueño Americano #1 Archivado el 22 de mayo de 2011 en Wayback Machine., Comics Bulletin

- Datos: Q4743631
- Multimedia: American Dream (comics) / Q4743631